# Aaron Ward (Schiff, 1944)
Die USS Aaron Ward (DM-34) war ein aus einem Zerstörer umgebauter Minenleger der Robert-H.-Smith-Klasse, einer Unterklasse der Allen-M.-Sumner-Klasse. Sie stand von Oktober 1944 bis September 1945 im Dienst der United States Navy.

## Geschichte
Die Aaron Ward, das dritte Schiff dieses Namens, wurde am 12. Dezember 1943 als Zerstörer, Kennung DD-773, bei Bethlehem Steel in San Pedro, Kalifornien, auf Kiel gelegt. Sie lief am 5. Mai 1944 vom Stapel, getauft von Mrs. G. H. Ratliff und wurde am 19. Juli 1944 zum Minenleger mit der Kennung DM-34 reklassifiziert. Die Aaron Ward wurde am 28. Oktober 1944 unter dem Kommando von Commander William H. Sanders Jr. bei der US-Marine in Dienst gestellt.
Die Ausrüstungsarbeiten dauerten bis Ende Januar 1945, dann lief die Aaron Ward zu ersten Probefahrten aus. am 9. Februar verließ sie San Pedro in Richtung Hawaii, wo sie am 15. Februar in Pearl Harbor einlief. Nach einigen Manövern in den Gewässern um Hawaii verließ das Schiff am 5. März Pearl Harbor, um sich der 5. US-Flotte in Ulithi anzuschließen. Die Aaron Ward traf am 16. März im Atoll ein, drei Tage später lief sie dann zusammen mit der Task Force 52 zu den Ryūkyū-Inseln aus.
Die Minenflotille, zu der die Aaron Ward gehörte, traf am 22. März vor Okinawa ein. Der Verband war zur Minenräumung um die Kerama-Inseln und Okinawa eingeteilt. Bis zum Beginn der Invasion konnte die Aaron Ward drei japanische Flugzeuge abschießen. Mit dem Beginn der Landungsoperation am 1. April sicherte das Schiff die schweren Einheiten der Invasionsflotte und lieferte Artillerieunterstützung für die Truppen auf Okinawa. Am 4. April verließ die Aaron Ward die Ryukyu-Inseln und lief zu den Marianen, wo sie am 10. April eintraf und in Guam zu kleineren Reparaturen ins Dock ging. Nach dem Abschluss der Arbeiten kehrte sie ins Seegebiet um Okinawa zurück und wurde als Patrouille nach den Kerama-Inseln beordert. Dort geriet die Aaron Ward mehrmals in japanische Luftangriffe. Es gelang am 27. und 28. April jeweils ein angreifendes Flugzeug abzuschießen. Während der Minenleger am 28. April Nachschub bunkerte, wurde in der Nähe das medizinische Transportschiff USS Pinkney von einem Kamikazeflugzeug schwer getroffen. Die Aaron Ward ging längsseits, um die Löscharbeiten an Bord zu unterstützen und Verwundete und Überlebende aufzunehmen. Zwölf Seeleute konnten aus dem Wasser gerettet werden.
Am 30. April wurde die Aaron Ward, zusammen mit der USS Little und den Landungsschiffen LSM(R)-195 und LCSL-25 westlich von Kumejima als Radarvorposten eingesetzt. Am Nachmittag des 3. Mai klarte das Wetter auf und erste japanische Flugzeuge wurden geortet. Zwei Angreifer konnten abgewehrt werden, ein drittes Kamikazeflugzeug stürzte sich in die Aufbauten und zerstörte mit seiner Bombe den achteren Maschinenraum. Durch das Feuer wurde das Ruder blockiert, die Aaron Ward konnte nur noch enge Linkskurven fahren. Auch der hintere Geschützturm fiel komplett aus. 20 Minuten später, gegen 18:40 Uhr, gerieten die vier Schiffe in einen weiteren schweren Angriff. Die Little wurde in kürzester Zeit von fünf Kamikazes getroffen, brach in zwei Teile und sank, ebenso wurde LSM(R)-195 durch ein Kamikazeflugzeug versenkt. Um 19:00 Uhr griffen zwei weitere Flugzeuge die Aaron Ward an, konnte aber durch Luftabwehrfeuer abgeschossen werden, bevor sie das Schiff trafen. Kurz darauf riss ein weiterer Kamikaze die Masten und Antenne ab und zerstörte den Schornstein, bevor er steuerbords ins Wasser stürzte.

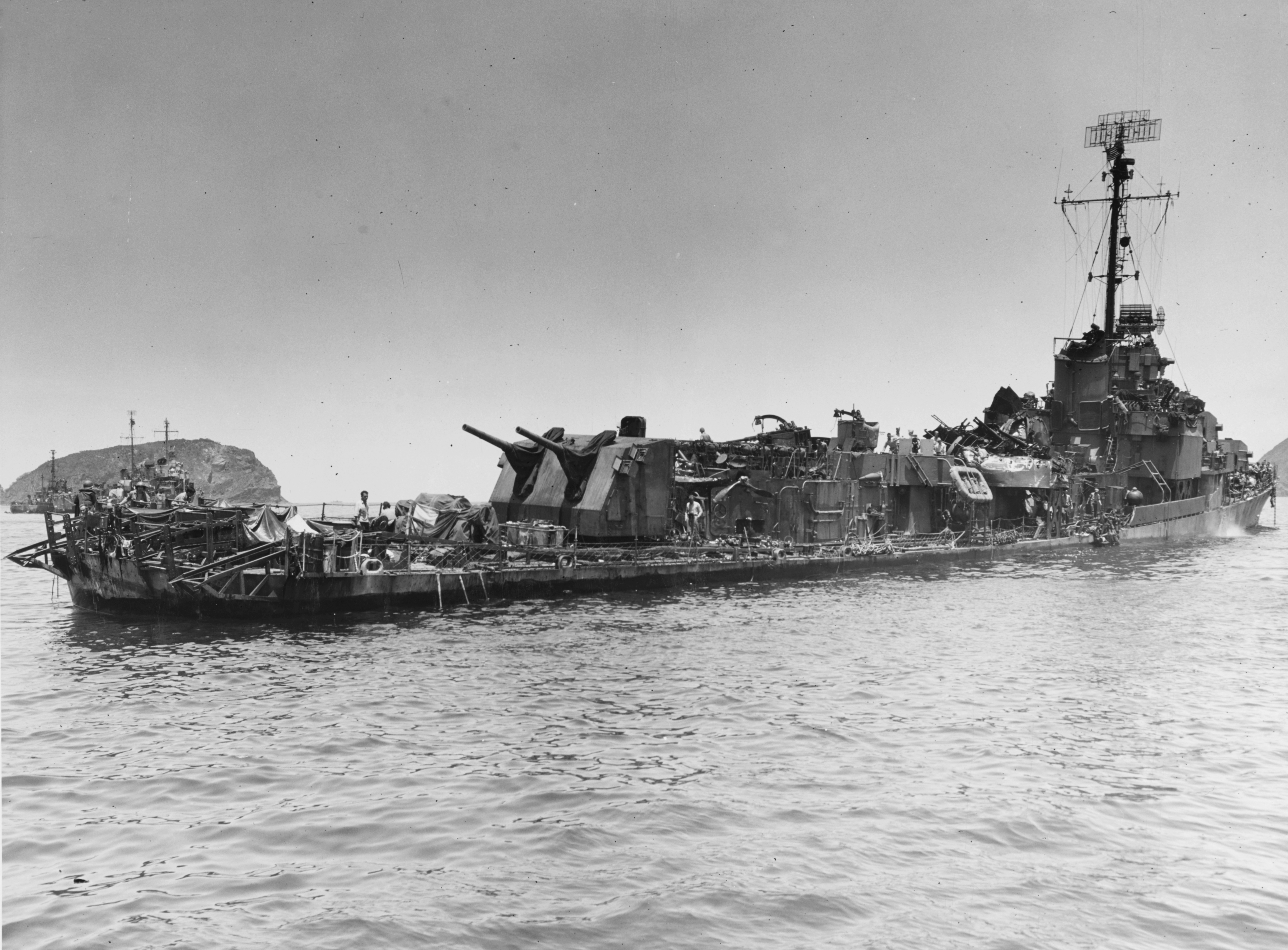
Das schwer beschädigte Achterschiff der Aaron Ward, aufgenommen zwei Tage nach den Angriffen. In den Aufbauten steckt ein Propeller eines der angreifenden Flugzeuge

Ein weiteres Kamikazeflugzeug stürzte sich auf das Vordeck, seine Bombe riss ein Loch in den Rumpf nahe dem vorderen Kesselraum. Dadurch verlor der Minenleger den Antrieb und begann, langsamer zu werden. Ein weiterer Kamikaze stürzte sich in die Aufbauten und richtete schwere Schäden an. Um 19:21 Uhr stürzte sich dann ein weiteres Kamikazeflugzeug in die Backbordaufbauten, durch den Ausfall der Energieversorgung konnten die Luftabwehrgeschütze nicht eingreifen. Ein weiteres Flugzeug stürzte sich von achtern in die Aufbauten und zerstörte zahlreiche Geschütze, die Scheinwerferplattformen und den Schornstein. Die Aaron Ward lag zu diesem Zeitpunkt antriebslos im Wasser und begann, nach Backbord zu krängen. Der Besatzung gelang es, die Feuer zu löschen. Kurz nach neun Uhr traf die USS Shannon, um die schwer angeschlagene Aaron Ward in Schlepp zu nehmen und nach den Kerama-Inseln zu bringen. 27 Seeleute starben während der Kamikazeangriffe.
Nach einigen provisorischen Reparaturen lief der Minenleger am 11. Juni in Richtung US-Küste. Über Ulithi, Guam, Eniwetok, Pearl Harbor und den Panamakanal traf die Aaron Ward Mitte August 1945 in New York City ein. Da die Schäden am Schiff als zu schwer eingestuft wurden, erfolgte am 28. September dessen Außerdienststellung; die Aaron Ward wurde aus den Schiffsregistern gestrichen. Im Juli 1946 wurde die ehemalige Aaron Ward zur Verschrottung verkauft.
Die USS Aaron Ward wurde für ihren Einsatz im Zweiten Weltkrieg mit einem Battle Star und der Presidential Unit Citation ausgezeichnet.